# جنا وان اوی
جـِنا وان اوی (انگلیسی: Jenna von Oÿ؛ زادهٔ ۲ مهٔ ۱۹۷۷) یک هنرپیشه اهل ایالات متحده آمریکا است.
وی دو مرتبه در سال‌های ۱۹۹۳ و ۱۹۹۴ میلادی برندهٔ جایزه هنرمند جوان شده است.

## سینما
- دکتر دولیتل ۳ (۲۰۰۶)
- یه فیلم مسخره (۱۹۹۵)

### تلویزیون
- مرد خانواده (۲۰۰۵)